# 拉特蘭市 (佛蒙特州)
拉特蘭 （英語：Rutland）是美國佛蒙特州拉特兰县縣治。2000年人口17,292人，是該州第二大城市。全市為同名的鎮包圍。

## 著名人物
- 約翰·迪爾
- 吉姆·傑福斯，前佛蒙特州聯邦參議員
- 米亞·花露，演員

## 姐妹城市
- 日本石鳥谷町